# Körkarlen (film, 1958)
Körkarlen är en svensk dramafilm från 1958 i regi av Arne Mattsson. I huvudrollerna ses Edvin Adolphson, George Fant, Ulla Jacobsson och Anita Björk.

## Om filmen
Filmen hade premiär den 18 september 1958 på biograf Grand vid Sveavägen i Stockholm. Filmen baseras på Selma Lagerlöfs roman Körkarlen som utkom 1912. Romanen har filmats två gånger tidigare, dels den svenska stumfilmen Körkarlen från 1921 regisserad av Victor Sjöström, dels den franska La charrette fantôme från 1939 regisserad av Julien Duvivier.
Körkarlen från 1958 visades i SVT påskdagen 1970.

## Rollista i urval
- Ulla Jacobsson – Edit, slumsyster
- Edvin Adolphson – Georges, en vandrare
- George Fant – David Holm
- Anita Björk – fru Holm
- Isa Quensel – Maria, slumsyster
- Maud Elfsiö – slumsyster
- Bengt Brunskog – Gustafson, frälsningssoldat
- Carl-Olof Alm – luffare på kyrkogård
- Bo Samuelson – David Holms bror
- Allan Edwall – luffare på kyrkogård
- Kotti Chave – hyttmästare
- Olle Grönstedt – frälsningslöjtnant
- Maritta Marke – krögerska
- Lennart Lindberg – fängelsepräst
- Dora Söderberg – doktorinna från barnasylen
- Ellika Mann – dam från barnasylen
- John Melin – fångvaktare
- John Norrman – krögare
- Curt Löwgren – blind man
- Hedvig Lindby – gammal gumma på krog
- Meta Velander – granne till Holms
- Marianne Nielsen – fru Andersson, granne till Holms

## Musik i filmen
- Orgelpreludium (Olsson), kompositör  Otto Olsson, instrumental.
- Jesus ist gar ein süsser nam (Si, Jesus är ett tröstrikt namn/Se, Jesus är ett tröstrikt namn), tysk text Jesus ist gar ein süsser Nam 1609 Basilius Förtsch svensk text 1641 Håkan Ausius, svensk textbearbetning 1694 Jakob Boëthius, instrumental.
- Kväsarvalsen (En kvanting träder i salen in), text 1898 Arthur Högstedt text 1899 Emil Norlander, musikbearbetning 1898 Arthur Högstedt, sång Bo Samuelson och Stefan Holte
- Have You Any Room for Jesus (Har du intet rum för Jesus), kompositör C.C. Williams, engelsk text 1878 L.W.M. engelsk textbearbetning 1878 El. Nathan, svensk text 1879 -lm-, sång Ulla Jacobsson
- Framåt! Så ljuder vårt fältrop idag, textförfattare August Storm
- Kom igen, kom igen, kompositör Erik Skogsbergh
- En stridsman uti hären jag blivit, kompositör och text  Otto Lundahl, sång Isa Quensel